# Yanggu, Fujian
Yanggu är en socken i sydöstra Kina. Den ligger i Changting härad i staden Longyan i provinsen Fujian, omkring 310 kilometer väster om provinshuvudstaden Fuzhou. Antalet invånare är 3 313. Befolkningen består av 1 640 kvinnor och 1 673 män. Barn under 15 år utgör 16,0 %, vuxna 15-64 år 64 %, och äldre över 65 år 19,0 %.